# Ruffia
Ruffìa (Rufìa in piemontese, pronuncia [ryˈfia]) è un comune italiano di 357 abitanti della provincia di Cuneo in Piemonte.

## Storia

### Simboli
Lo stemma e il gonfalone sono stati concessi con DPR del 22 gennaio 1955.
La banda è probabilmente ispirata al blasone della famiglia Cambiani (di rosso, alla banda di azzurro, caricata di tre scudetti d'oro e orlata dello stesso).
Il gonfalone è un drappo partito di verde e di bianco.

## Monumenti e luoghi d'interesse

### Castello di Ruffia
Il castello di Ruffia fu prima possedimento dei Falletti, poi dei Del Carretto e infine passò ai Cambiano (o Cambiani) di Ruffia che lo controllarono fino alla fine del Settecento.
Nel XVI secolo nel castello fu attivo il pittore e scultore Lorenzo Pascale, figlio di Oddone. Lorenzo Pascale dipinse la cappella dell'Annunziata e un padiglione del giardino del castello.
Il castello oggi si presenta con forme più sei-settecentesche, ma si possono ancora riconoscere gli elementi più puramente medioevali e rinascimentali.

## Società

### Evoluzione demografica
Abitanti censiti

### Etnie e minoranze straniere
Secondo i dati Istat al 31 dicembre 2017, i cittadini stranieri residenti a Ruffia sono 43, così suddivisi per nazionalità, elencando per le presenze più significative:
1. Romania, 20

## Amministrazione

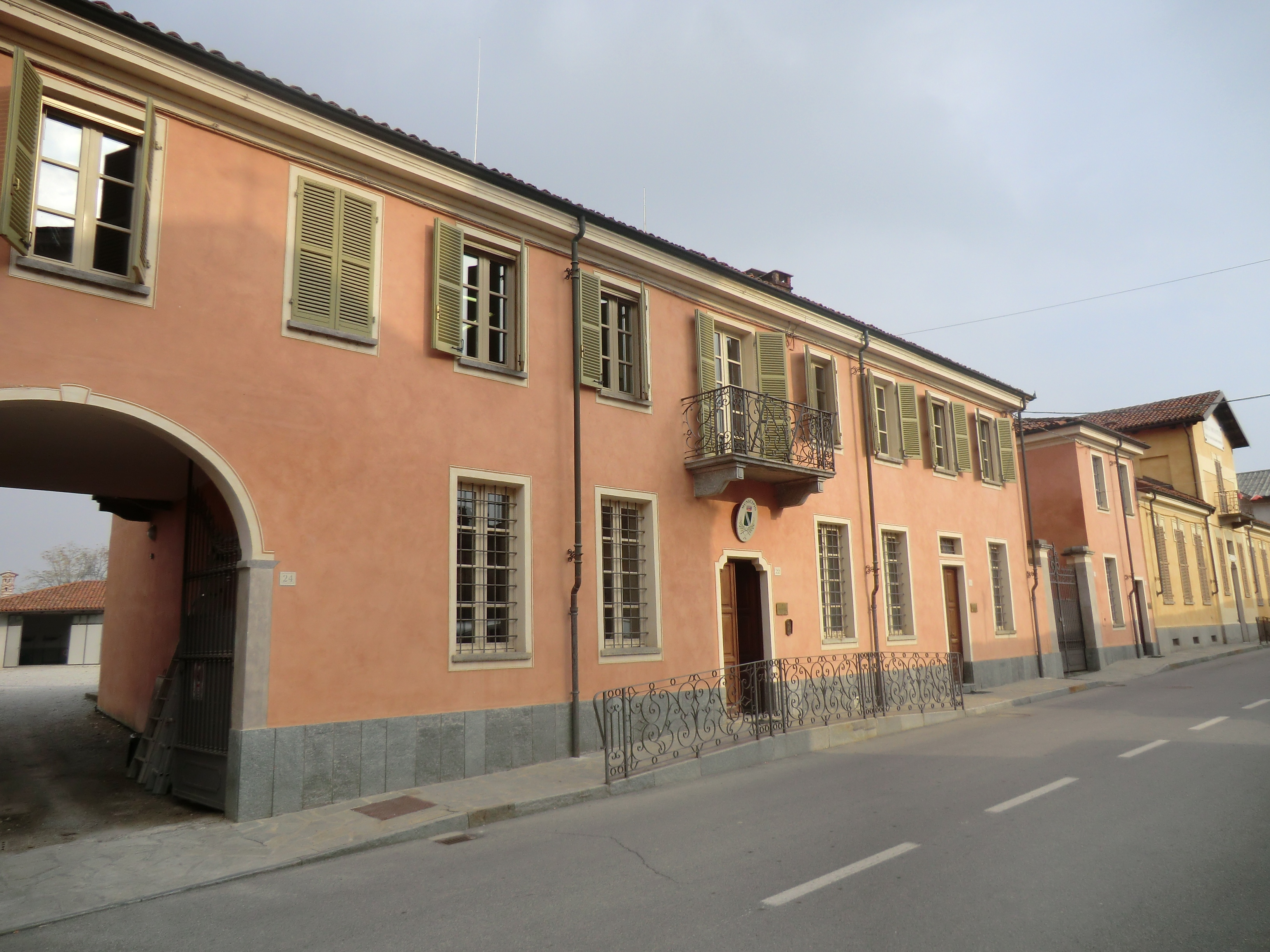
Il Municipio

| Periodo | Periodo   | Primo cittadino   | Partito      | Carica  | Note       |
| ------- | --------- | ----------------- | ------------ | ------- | ---------- |
| 2004    | 2009      | Giampiero Boaglio | lista civica | sindaco | 1º mandato |
| 2009    | 2014      | Giampiero Boaglio | lista civica | sindaco | 2º mandato |
| 2014    | 2019      | Giampiero Boaglio | lista civica | sindaco | 3º mandato |
| 2019    | in carica | Cristian Ruffino  | lista civica | sindaco | 1º mandato |

## Galleria d'immagini

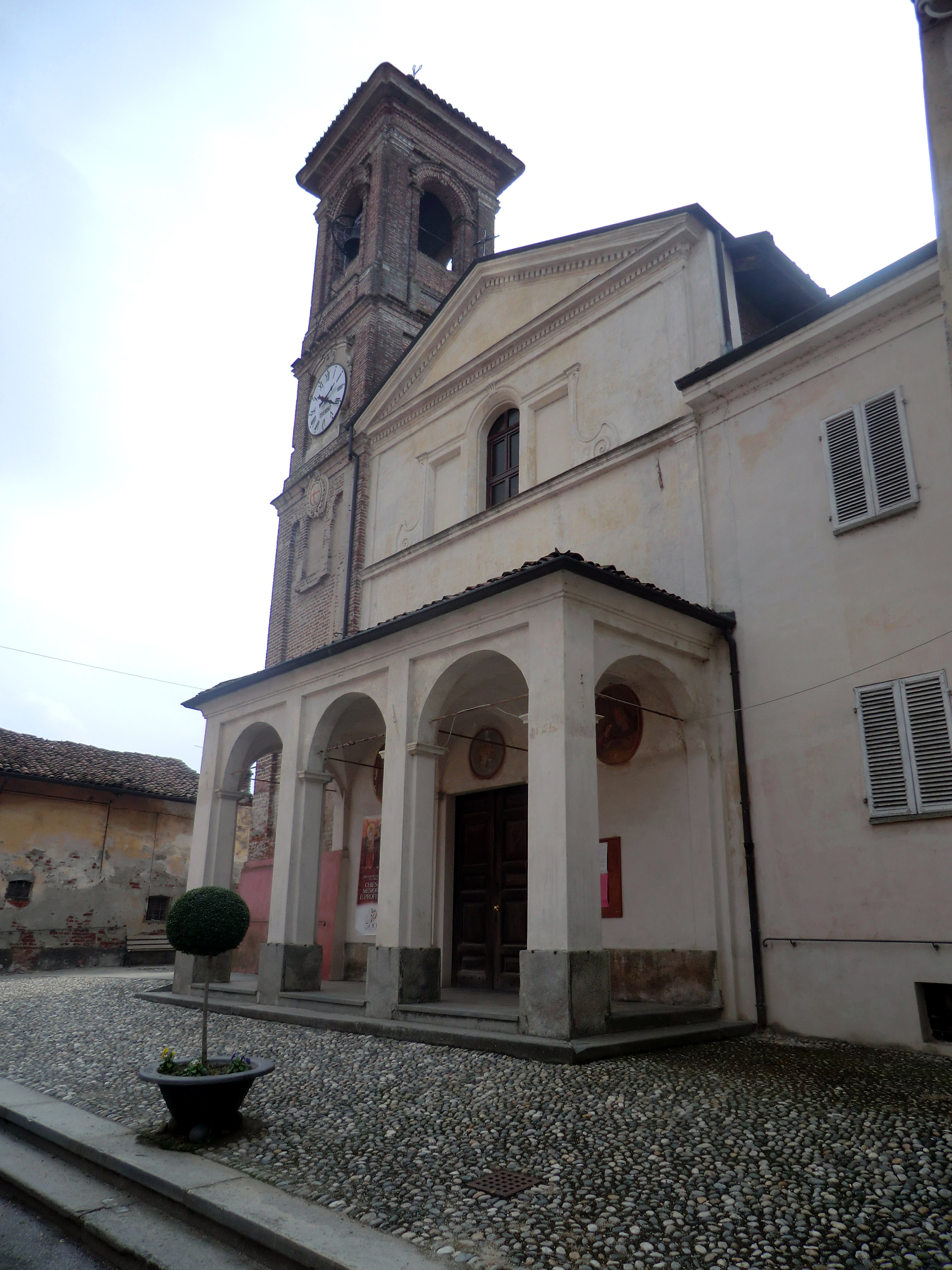
Chiesa di San Giacomo
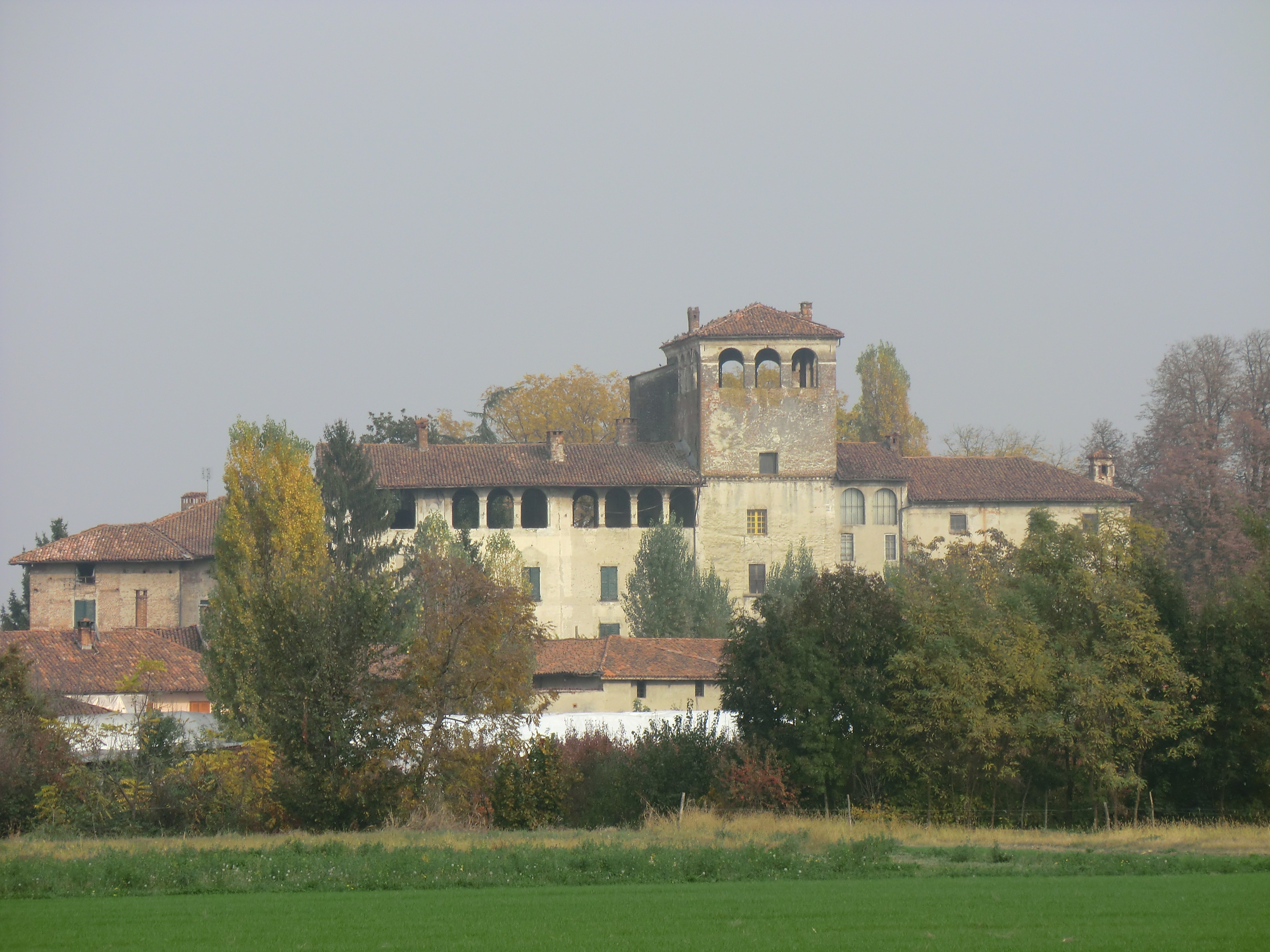
Castello di Ruffia